# Mark Thatcher
Mark Thatcher, 2nd Baronet, född 15 augusti 1953 i Kensington, London, är en brittisk affärsman, son till den tidigare brittiska premiärministern Margaret Thatcher och hennes make, affärsmannen Denis Thatcher.

## Biografi
Mark Thatcher skapade ett visst medieuppbåd då han, hans medförare och deras mekaniker försvann i Saharaöknen vid gränsen Mali-Algeriet 10 januari 1982 under sitt deltagande i Paris-Dakar-rallyt. De färdades tillsammans med två följebilar, men kom ifrån dem när de blev tvungna att reparera en styrarm. Vid kvällningen hade de tappat orienteringen och även fått skador på bilens bakaxel, vilket fick dem att slå läger. De hittades vid god vigör den 15 januari av ett C-130 Hercules-plan.
Thatcher fick 1985 ett uppdrag värt flera miljoner pund i samband med ett stort brittiskt vapenkontrakt (Al-Yamamah-projektet) med Saudiarabien, en affär som i sig var värd 20 miljarder pund (Storbritannien fick betalt i form av råolja). Hans mor skrev såsom premiärminister under avtalet, men Mark Thatcher förnekade att han skulle ha utnyttjat sina kontakter för att få uppdraget.
Under andra hälften av 1980-talet bosatte han sig i USA, men efter en misslyckad affär flyttade han tillsammans med sin amerikanska hustru och sina båda barn 1996 till Sydafrika.
När fadern Denis Thatcher dog 2003 ärvde Mark hans omdiskuterade baronet-titel, en av de få ärftliga titlar som utdelats i Storbritannien under senare decennier. Makens titel sågs av vissa som kompensation till Margaret Thatcher för att hon själv bara fick en livstidsbegränsad plats i brittiska överhuset efter sin avgång som premiärminister.
25 augusti 2004 blev han arresterad i sitt hem i Kapstaden, Sydafrika, anklagad för att ha brutit mot två sektioner av Sydafrikas Foreign Military Assistance Act (sv. ung. Lagen om utländsk militärs medverkan). Lagen förbjuder sydafrikanska invånare att ta del av militär aktivitet med något land förutom Sydafrika. Anklagelserna har att göra med monetär samt logistisk assistans till ett kuppförsök i Ekvatorialguinea. Han dömdes att böta tre miljoner rand och fick ett villkorligt fyraårigt fängelsestraff.